# Joseph Jacobs
Joseph Jacobs (Sydney, 29 agosto 1854 – Yonkers, 30 gennaio 1916) è stato un folclorista australiano, traduttore, critico letterario, sociologo, storico e scrittore di letteratura inglese che divenne un insigne ricercatore ed editore di folclore inglese.
Nacque a Sydney da una famiglia ebrea. Il suo lavoro ha contribuito a diffondere alcune delle versioni più famose al mondo delle fiabe inglesi, tra cui Jack e la pianta di fagioli, La storia dei tre orsi, I tre porcellini, L'Ammazzagiganti e Pollicino. Pubblicò alcune raccolte di fiabe inglesi: English Fairy Tales nel 1890 e More English Fairy Tales nel 1893 ma tra i due libri, e successivamente, continuò a pubblicare fiabe raccolte dall'Europa continentale, nonché ebraiche, celtiche e indiane, circostanza che lo rese uno degli autori di fiabe più popolari della lingua inglese. Jacobs curò inoltre alcune riviste e anche dei libri sul tema del folclore tra cui le Favole di Bidpai e le Favole di Esopo, nonché articoli sulla migrazione del folclore ebraico. Curò alcune versioni di Le mille e una notte. Entrò a far parte della The Folklore Society in Inghilterra e contribuì alla rivista Folklore. Contribuì anche alla Jewish Encyclopedia. Durante la sua vita, divenne uno dei massimi esperti di folclore inglese.

## Biografia
Era il sesto figlio di John Jacobs, un piccolo commerciante emigrato da Londra intorno al 1837, e di sua moglie Sarah. Studiò alla Sydney Grammar School e all'Università di Sydney, dove ottenne una borsa di studio per le materie classiche, la matematica e la chimica. Non completò gli studi a Sydney, ma partì per l'Inghilterra all'età di 18 anni.

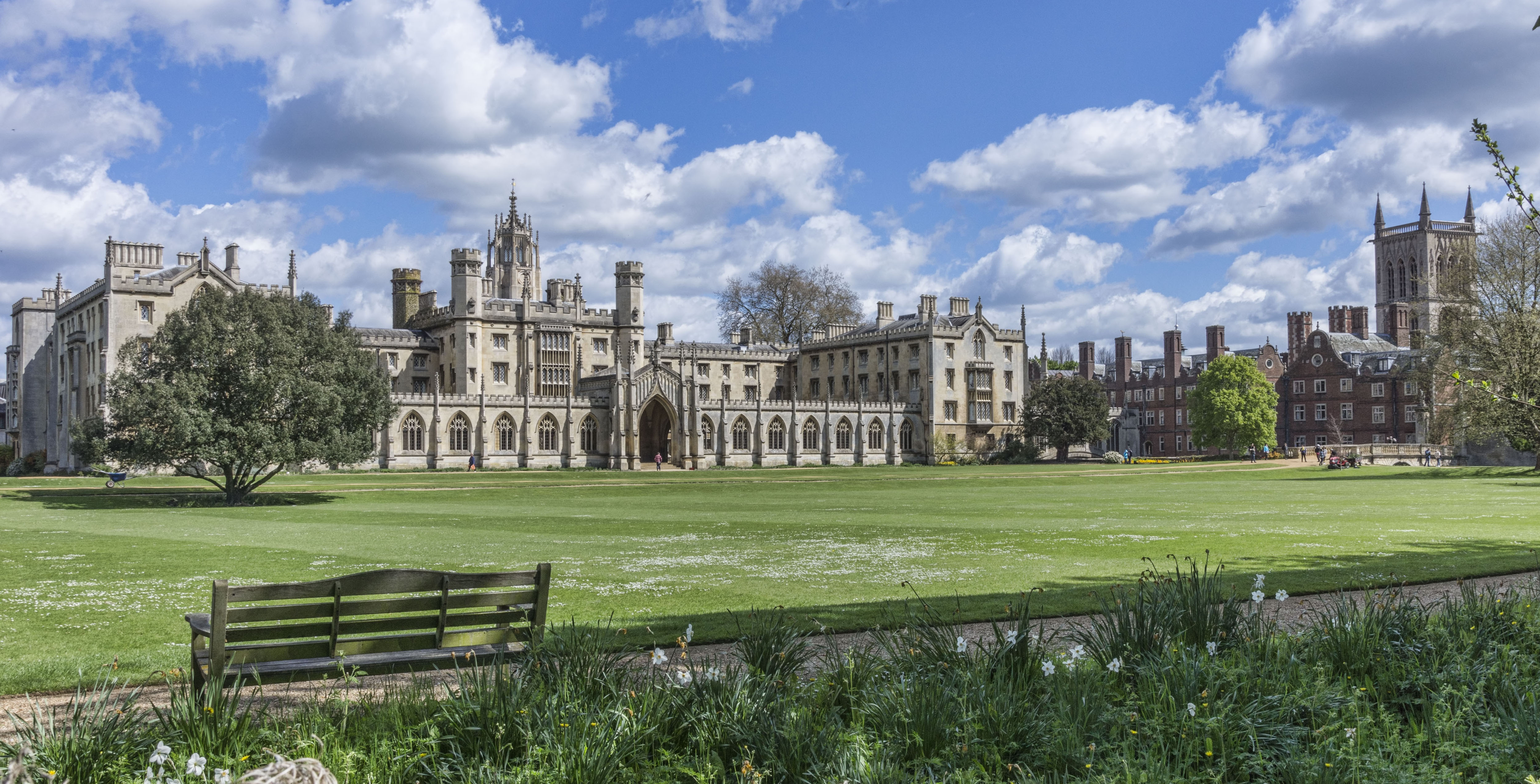
Jacobs conseguì il BA presso il St John's College di Cambridge

Lì studiò presso il St. John's College dell'Università di Cambridge, dove ottenne un Bachelor of Arts nel 1876. All'università dimostrò un particolare interesse per la matematica, la filosofia, la letteratura, la storia e l'antropologia. Mentre si trovava in Gran Bretagna acquisì consapevolezza di un diffuso antisemitismo; per esprimere la propria contrarietà scrisse un saggio, Mordecai, che fu pubblicato nell'edizione del giugno 1877 della Macmillan's Magazine. Nel 1877 si trasferì a Berlino per studiare letteratura e bibliografia ebraica con Moritz Steinschneider e filosofia ed etnologia ebraica con Moritz Lazarus.
Tornò in Inghilterra, dove studiò antropologia con Francis Galton presso il Laboratorio statistico dell'University College di Londra. Il suo saggio Studies in Jewish Statistics: Social, Vital and Anthropometric (1891) lo rese famoso come studioso dell'ebraismo. A questo punto, sviluppò ulteriormente interesse per il folclore. Dal 1878 al 1884 fu segretario della Society of Hebrew Literature. Preoccupato per i pogrom antisemiti nell'Impero russo e nel gennaio 1882 scrisse alcune lettere sull'argomento al London Times. Ciò contribuì ad attirare l'attenzione dell'opinione pubblica sulla questione, determinando la costituzione del Mansion House Fund and Committee, di cui fu segretario dal 1882 al 1900. Fu segretario onorario del comitato per la letteratura e l'arte dell'esposizione storica anglo-ebraica tenutasi alla Royal Albert Hall di Londra nel 1887 e con Lucien Wolf compilò il catalogo della mostra.
Nel 1888 visitò la Spagna per esaminare i vecchi manoscritti ebraici, e mentre si trovava in quel paese l'Accademia Reale di Storia di Madrid lo elesse membro corrispondente. Nel 1891 tornò sul tema dell'antisemitismo russo con un breve libro, The Persecution of the Jews in Russia, che fu pubblicato prima a Londra e poi ripubblicato negli Stati Uniti dalla Jewish Publication Society of America. Nel 1896 avviò la pubblicazione dell'annuario ebraico Jewish Year Book, seguendola fino al 1899; dopo di lui la pubblicazione fu curata da altri.
In Gran Bretagna fu anche presidente della Jewish Historical Society.
Nel 1896 visitò gli Stati Uniti per tenere delle lezioni sulla filosofia della storia ebraica al Gratz College di Filadelfia e ai gruppi del Consiglio delle donne ebraiche a New York, Filadelfia e Chicago. Nel 1900, fu invitato ad essere revisore della Jewish Encyclopedia, che includeva voci di 600 collaboratori diversi e si trasferì negli Stati Uniti per assumere questo incarico. Lì si impegnò nell'American Jewish Historical Society e divenne membro attivo del comitato della Jewish Publication Society.
Negli Stati Uniti insegnò anche al Jewish Theological Seminary.
Sposò Georgina Horne e con lei ebbe due figli e una figlia. Nel 1900, quando divenne redattore revisore della Jewish Encyclopedia, con sede a New York, si stabilì definitivamente negli Stati Uniti.
Nel 1908 fu nominato membro di un comitato che si occupò di effettuare una nuova traduzione in inglese della Bibbia per conto della Jewish Publication Society.
Nel 1913 diede le dimissioni dal Jewish Theological Seminary per curare la rivista American Hebrew.
Oltre ai libri già citati, Jacobs curò The Fables of Aesop come prima stampa realizzata da Caxton (1889), Painter's Palace of Pleasure (1890), Baltaser Gracian's Art of Worldly Wisdom (1892), Howell's Letters (1892), Barlaam e Josaphat (1896), Thousand and One Nights (6 voll, 1896) e altri. Collaborò anche all'Enciclopedia Britannica e all'Encyclopædia of Religion and Ethics di James Hastings.
Morì il 30 gennaio 1916 nella sua casa di Yonkers, all'età di 62 anni.
Nel 1920 fu pubblicato a Filadelfia il libro Jewish Contributions to Civilization, che alla sua morte era praticamente terminato.

## Folclore

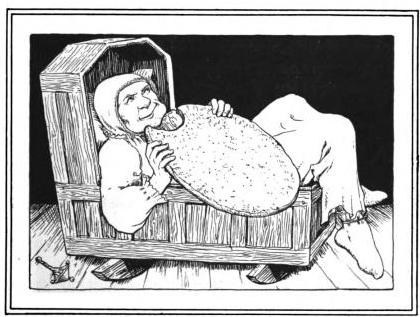
Illustrazione di A Legend of Knockmany di John D. Batten per Celtic Fairy Tales (1892)

Jacobs scrisse sulla rivista Folklore dal 1899 al 1900 e dal 1890 al 1916 egli curò la pubblicazione di varie raccolte di fiabe corredate da illustrazioni di John D. Batten: English Fairy Tales, Celtic Fairy Tales, Indian Fairy Tales, More English Fairy Tales, More Celtic Fairy Tales (dal 1890 al 1895) e Europa's Fairy Book (pubblicato anche come European Folk and Fairy Tales) nel 1916. Trasse ispirazione dai Fratelli Grimm e dal nazionalismo romantico comune nei folcloristi di quell'epoca; desiderava che i bambini inglesi avessero accesso alle fiabe inglesi, visto che si leggevano principalmente racconti francesi e tedeschi; Egli sosteneva che ciò che era stato iniziato da Perrault venne completato dai Grimm.
Sebbene tutti i racconti siano definiti fiabe, molti dei componimenti presentano caratteristiche insolite: Binnorie (in English Fairy Tales) e Tamlane (in More English Fairy Tales) sono versioni in prosa di ballate popolari, The Old Woman and Her Pig (in English Fairy Tales) è una filastrocca, Henny-Penny (in English Fairy Tales) è una favola e The Buried Moon (in More English Fairy Tales) ha sfumature mitologiche, insolite nelle fiabe. Secondo quanto egli stesso afferma a proposito di English Fairy Tales, delle ottantasette fiabe contenute nei suoi due volumi, trentotto sono Märchen, dieci saghe o leggende, diciannove storielle divertenti, quattro racconti cumulativi, sei racconti sugli animali e dieci storie nonsense.

## Riconoscimenti post mortem
Durante la sua vita, Jacobs fu considerato una delle figure più eminenti degli studi sul folclore, e la voce più autorevole sulle fiabe e la migrazione delle fiabe. Nel 1954, O. Somech Philips osservò che nonostante Jacobs avesse realizzato molte cose nella sua vita, fu in qualità di folclorista che lasciò il segno.
Nel necrologio all'interno di l'American Jewish Year Book, Mayer Sulzberger lo definì una delle figure più autorevoli dell'ebraismo della nostra epoca, sostenendo inoltre come egli possedesse la cifra tipica dell'universalità del popolo ebraico. Sulzberger elogiò lo stile letterario di Jacobs, sostenendo che la sua scrittura era caratterizzata da facilità e grazia e che avrebbe potuto ottenere un posto d'onore in un albo ideale dei letterati britannici se avesse perseguito una carriera letteraria. Per Sulzberger, Jacobs aveva una natura nobile, incapace di invidia, una sete insaziabile di conoscenza, un atteggiamento sempre accogliente nei confronti dei nuovi compagni di ricerca.

## Opere
Sulzberger inserì un elenco dei suoi libri nel necrologio:

### Studi biblici ed ebraici
- The Jewish Question, 1875–1884: Bibliographical Hand-list, 1885.
- Studies in Jewish Statistics, 1891.
- The Jews of Angevin England; documents and records, from the Latin and Hebres sources, printed and manuscript, 1893.
- Studies in Biblical Archaeology, 1894.
- An Inquiry into the Sources of the History of the Jews in Spain, 1894.
- As Others Saw Him – A Retrospect A.D. 54, 1895.
- Barlaam and Josaphat – English Lives of Buddha, 1896.
- Jewish Encyclopedia, dal 1900
- Jewish Contributions to Civilisation – an estimate, 1919.

### Critica letteraria
- George Eliot, Matthew Arnold, Browning, Newman; essays and reviews from the 'Athenaeum', 1891.
- Tennyson, and "In memoriam"; an appreciation and a study, 1892.
- Literary Studies, 1896.

### Fiabe, favole e folclore
- Earliest English Version of the Fables of Bidpai, 1888., ristampa di The Morall Philosophie of Doni Thomas North
- Fables of Aesop, 1889. , illustrato da Richard Heighway
- English Fairy Tales, 1890. †
- Celtic Fairy Tales, 1891. †
- Indian Fairy Tales, 1892. †
- More English Fairy Tales, 1893. †
- More Celtic Fairy Tales, 1894. †
- The Most Delectable History of Reynard the Fox, 1895. , illustrato da William Frank Calderon
- The Book of Wonder Voyages, 1896. †
- Europa's Fairy Book, 1916. † – noto anche come European Folk and Fairy Tales

† Illustrato da John D. Batten
- The Story of Geographical Discovery – How the world became known, 1916.